# Guamrohrsänger
Der Guamrohrsänger (Acrocephalus luscinius), früher als Sprosserrohrsänger bezeichnet, ist eine nach Erkenntnisstand der IUCN ausgestorbene Sperlingsvogelart aus der Familie der Rohrsängerartigen (Acrocephalidae). Er war auf der Marianeninsel Guam endemisch.

## Merkmale
Der Guamrohrsänger war eine relativ große Rohrsängerart, die eine Körperlänge von 18 cm erreichte. Bei den Männchen betrug das durchschnittliche Gewicht 35,9 g und bei den Weibchen 32 g. Der Schnabel war sehr lang und das Kopfgefieder oft zerzaust. Er hatte einen gelben Überaugenstreif und einen schwarzen Augenstreif. Der Oberkopf und die Oberseite waren rostbraun. Die Handschwingen, die Armschwingen und die Spitzen der Steuerfedern hatten schmale ockerbräunliche Säume. Die Unterseite war hellgelb bis cremefarben. Die Flanken waren bräunlichgelb bis ockerbräunlich. Die Iris war dunkel. Der Oberschnabel war gräulichschwarz mit gelben Kanten. Der Unterschnabel war fleischfarben mit gelben Kanten. Die Beine waren gräulich-blau. Die Geschlechter glichen sich in den Gefiedermerkmalen, jedoch waren die Männchen deutlich größer. Die juvenilen Vögel sind unbeschrieben.

## Lebensraum und Lebensweise
Der Guamrohrsänger bewohnte die Zuckerrohrdickichte sowie die angrenzenden Gebiete in den Süß- und Brackwassersümpfen. Seine Nahrung bestand aus Echsen, Schnecken, Spinnen sowie Insekten und deren Larven. Zum Fortpflanzungsverhalten liegen nur wenig Informationen vor. Émile Oustalet schrieb im Jahr 1895, dass im Juni 1887 Nester gefunden wurden, und die NAMRU2-Expedition beobachtete im Juni 1945 zwei Männchen mit vergrößerten Gonaden.

## Status
Im Jahr 2016 wurde der Guamrohrsänger von der IUCN als „ausgestorben“ (extinct) gelistet. 1960 wurde er vom Ornithologen M. H. Hartin als ziemlich häufig beschrieben. Ben King beobachtete mehrere Exemplare während eines dreitägigen Besuchs auf Guam im Jahr 1962. Bis Anfang 1968 wurde die Art im Sumpfgebiet des Atantano River nachgewiesen. In den Jahren 1967 oder 1968 soll der Guamrohrsänger noch ziemlich häufig im Agana Swamp vorgekommen sein. Der Letztnachweis war im Jahr 1969. Bei nachfolgenden Suchen ab 1970 konnte diese Art nicht mehr wiederentdeckt werden. Als Ursachen für sein Verschwinden werden verschiedene Gründe angeführt. Dazu zählen die Umwandlung seines Lebensraums in landwirtschaftlich genutzte Flächen, Brände in den Sumpfgebieten, der Einsatz von Pestiziden und vor allem die Einfuhr der Braunen Nachtbaumnatter (Boiga irregularis) auf Guam.

## Systematik
Längere Zeit galten die Rohrsänger-Populationen von Guam, Saipan und Alamagan als ein Taxon Acrocephalus luscinius luscinius. Im Jahr 2011 legten Alice Cibois und ihre Kollegen eine Revision der pazifischen Rohrsänger vor, wonach die Populationen von Saipan und Alamagan als eigene Art Acrocephalus hiwae angesehen wurden. Sie argumentieren, dass die pazifischen Rohrsänger keine monophyletische Gruppe bilden und dass die Guam-Population Acrocephalus luscinius luscinius außerhalb der hauptsächlichen Verbreitung im Pazifik liegt. Auch die ehemaligen Unterarten nijoi (von Aguijan), yamashinae (von Pagan) und astrolabii (Herkunft unbekannt) wurden als eigenständige Arten abgespalten.